# Krótki Potok
Krótki Potok (niem. Kurzer Bach, słow. Krátky potok, węg. Kurta-patak) – lewobrzeżny dopływ Niewcyrskiego Potoku w dolinie Niewcyrce w słowackich Tatrach Wysokich. Wypływa w zatoce tej doliny wcinającej się pod przełęcz Szpara w grzbiecie łączącym Krywań z Krótką. Nazwa tego potoku jest stosunkowo niedawna i pochodzi od szczytu Krótka. O ile jednak nazwa szczytu jest wynikiem pomyłki, to nazwa potoku dokładnie oddaje również jego charakter – istotnie jest to potok bardzo krótki. 